# Barleux
Barleux (picardisch: Bérlu) ist eine französische Gemeinde mit 229 Einwohnern (Stand 1. Januar 2022) im Département Somme in der Region Hauts-de-France im Norden von Frankreich. Die Gemeinde gehört zum Kanton Péronne und ist Teil der Communauté de communes de la Haute Somme.

## Geographie
Die Gemeinde Barleux liegt fünf Kilometer südwestlich von Péronne; großräumiger gesehen zwischen Amiens und Saint-Quentin.

## Geschichte
Die Gemeinde erhielt als Auszeichnung das Croix de guerre 1914–1918.

## Sehenswürdigkeiten
- Das Kriegerdenkmal aus dem Jahr 1924.[1]

## Bevölkerungsentwicklung
| 1962 | 1968 | 1975 | 1982 | 1990 | 1999 | 2006 |
| ---- | ---- | ---- | ---- | ---- | ---- | ---- |
| 330  | 306  | 301  | 289  | 297  | 312  | 298  |

## Verwaltung
Bürgermeister (Maire) ist seit 1995 Éric François.